# Gösta Åsbrink
Gösta Åsbrink (n. 18 noiembrie 1881, Lovön⁠(d), Comitatul Stockholm, Suedia – d. 19 aprilie 1966, Stockholm, Suedia) a fost un gimnast artistic și pentatlonist ce a reprezentat Suedia, medaliat olimpic. A participat la două ediție a Jocurilor Olimpice (1908, 1912) în care a câștigat o medalie de aur și o medalie de argint.

## Participări
Lista de mai jos prezintă principalele competiții la care a participat Gösta Åsbrink de-a lungul carierei.
- modern femkamp vid olympiska sommarspelen 1912[*]